# Liste der geschützten Höhlen in der Steiermark
Diese Liste enthält alle Höhlen sowie ober- und unterirdische Karsterscheinungen im Bundesland Steiermark, die nach dem Naturhöhlengesetz unter besonderen Schutz gestellt wurden.
| Foto |                 | Name                                               | Katasternr.                              | Standort                                                        | Beschreibung | Datum      |
| ---- | --------------- | -------------------------------------------------- | ---------------------------------------- | --------------------------------------------------------------- | --- | ---------- |
| 0 BW | Datei hochladen | Feistringgrabenhöhle                               | 1745/10                                  | Aflenz KG: Jauring Standort                                     | | 05.09.1939 |
| 0 BW | Datei hochladen | Tonionhöhle                                        | 1762/1                                   | Mariazell KG: Aschbach Standort                                 | | 30.09.1991 |
| 1    | Datei hochladen | Rettenwandhöhle                                    | 1731/1                                   | Kapfenberg KG: Einöd Standort                                   | Die Rettenwandhöhle befindet sich im Jurakalk und hat eine Gesamtlänge von etwa 300 m. Sie wird als Schauhöhle geführt. | 05.09.1930 |
| 1    | Datei hochladen | Totes Weib                                         | 1851/10                                  | Neuberg an der Mürz KG: Mürzsteg Standort                       | Anmerkung: auch als Naturdenkmal geschützt. | 06.11.1970 |
| 1    | Datei hochladen | Brunnwaller-Kaskadenfall und Bärenloch             | 2839/2                                   | Pernegg an der Mur KG: Mixnitz Standort                         | | 22.09.1931 |
| 1    | Datei hochladen | Drachenhöhle                                       | 2839/1 HERIS-ID: 92573 Objekt-ID: 107514 | Pernegg an der Mur KG: Mixnitz Standort                         | → Hauptartikel : Drachenhöhle bei Mixnitz f1 | 19.01.1949 |
| 1    | Datei hochladen | Mathildengrotte                                    | 2839/3                                   | Pernegg an der Mur KG: Mixnitz Standort                         | | 27.06.1974 |
| 0 BW | Datei hochladen | Langstein Tropfsteinhöhle                          | 1742/1c                                  | Tragöß-Sankt Katharein KG: Schattenberg Standort                | | 21.04.1969 |
| 1    | Datei hochladen | Repolusthöhle                                      | 2837/1                                   | Frohnleiten KG: Mauritzen Standort                              | Entdeckt im Jahre 1910 durch den Bergknappen Repolust, erwies sich diese Höhle später als Fundort von über 2000 paläolithischen Steingeräten. Weiters wurden Knochen von Höhlenbär, Löwe, Marder, Hirsch, Großer Hamster, Wisent, Murmeltier, Steinbock, Wolf und Wildschwein gefunden. Die Gesamtlänge der Höhle beträgt nur 35 m.Anmerkung: Koordinaten im GIS ungenau.                                                                   | 12.08.1948 |
| 1    | Datei hochladen | Schutzgebiet Repolusthöhle                         | 2837/1                                   | Frohnleiten KG: Mauritzen Standort                              | | 21.03.1962 |
| 0 BW | Datei hochladen | Angerleitenschwinde                                | 2836/5                                   | Peggau KG: Peggau Standort                                      | | 17.06.1929 |
| 1    | Datei hochladen | Badlhöhle                                          | 2836/17                                  | Peggau KG: Peggau Standort                                      | Die Badlhöhle liegt auf der Nordseite der Tanneben in 495 m ü. A. und weist eine Länge von rund 500 Metern auf. In der Höhle wurden mehr als 400 Knochen geborgen, darunter zwei polierte Knochennadeln. | 15.06.1929 |
| 1    | Datei hochladen | Schutzgebiet ober dem Verlauf der Großen Badlhöhle |                                          | Peggau KG: Peggau Standort                                      | Im Schutzgebiet über der Großen Badlhöhle befindet sich die Aragonithöhle (KatasterNr. 2836/14), die Kleine Badlhöhle (KatasterNr. 2836/16) sowie ein Felsbogen. | 23.03.1962 |
| 1    | Datei hochladen | Bockhöhle                                          | 2836/163                                 | Peggau Standort                                                 | Bei der Bockhöhle handelt es sich um eine etwa 100 m lange Horizontalhöhle im oberen Nordteil der Peggauer Wand. Der Eingang der Percohöhle befindet sich nur 17 m entfernt vom Eingang der Bockhöhle. | 09.04.1971 |
| 1    | Datei hochladen | Große Peggauer Wand Höhle                          | 2836/39                                  | Peggau KG: Peggau Standort                                      | Die Große Peggauer Wandhöhle ist durch drei Eingänge erreichbar (Eingänge IV; V; VI). Die Gesamtlänge der Höhle beträgt etwa 200 m. Die Höhlensedimente wurden im 1. Weltkrieg im Zuge einer Düngerbeschaffungsaktion großenteils abgebaut. Dabei wurden Höhlenbärenknochen sowie Funde aus der la Tene Zeit, der Römerzeit und dem Früh- und Hochmittelalter zutage gefördert.Anmerkung: Koordinaten im GIS ungenau.                       | 09.04.1971 |
| 1    | Datei hochladen | Guanohöhle                                         | 2836/96                                  | Peggau KG: Peggau Standort                                      | Die Gesamtlänge der Höhle beträgt etwa 400 m. Die Sedimente und größere Mengen von Fledermausguano sind noch erhalten. | 09.04.1971 |
| 1    | Datei hochladen | Hammerbachquelle                                   | 2836/34                                  | Peggau KG: Peggau Standort                                      | | 04.06.1929 |
| 1    | Datei hochladen | Lurgrotte bei Peggau                               | 2836/1b                                  | Peggau KG: Peggau Standort                                      | → Hauptartikel : Lurgrotte f1 | 17.06.1926 |
| 1    | Datei hochladen | Lurhöhle Peggau I. Schutzgebiet                    | -                                        | Peggau KG: Peggau Standort                                      | Das Schutzgebiet umfasst die Grundstücke 403/4 und 401/2. Es ist von beiden Seiten durch Steinbrüche bedroht. | 15.06.1929 |
| 1    | Datei hochladen | Peggauerwand Höhle 1                               | 2836/35                                  | Peggau KG: Peggau Standort                                      | Anmerkung: Koordinaten im GIS ungenau. | 09.04.1971 |
| 1    | Datei hochladen | Peggauerwand Höhle 2                               | 2836/37                                  | Peggau KG: Peggau Standort                                      | Anmerkung: Koordinaten im GIS ungenau. | 09.04.1971 |
| 1    | Datei hochladen | Peggauerwand Höhle 3 (Kleine Peggauer Wandhöhle)   | 2836/38                                  | Peggau KG: Peggau Standort                                      | | 09.04.1971 |
| 1    | Datei hochladen | Percohöhle                                         | 2836/164                                 | Peggau KG: Peggau Standort                                      | | 09.04.1971 |
| 1    | Datei hochladen | Schutzgebiet Ober der Lurhöhle Peggau              | -                                        | Peggau KG: Peggau Standort                                      | | 12.02.1960 |
| 1    | Datei hochladen | Steinbockhöhle                                     | 2836/23                                  | Peggau KG: Peggau Standort                                      | Über der Badlwandgalerie gelegene Höhle mit zwei Eingängen. Nach den Funden bereits in der Magdalénienzeit besiedelt.Anmerkung: Koordinaten im GIS ungenau. | 27.06.1974 |
| 1    | Datei hochladen | Stollenloch                                        | 2836/71                                  | Peggau KG: Peggau Standort                                      | Anmerkung: Koordinaten im GIS ungenau. | 09.04.1971 |
| 1    | Datei hochladen | Tausgrotte                                         | 2836/82                                  | Peggau KG: Peggau Standort                                      | Anmerkung: Koordinaten im GIS ungenau. | 09.04.1971 |
| 1    | Datei hochladen | Doline über dem Großen Dom der Lurhöhle            | 2836/1                                   | Semriach KG: Markterviertel Standort                            | | 15.06.1929 |
| 1    | Datei hochladen | Doline über der Halle der Eingeschlossenen         | 2836/1                                   | Semriach KG: Markterviertel Standort                            | | 15.06.1929 |
| 1    | Datei hochladen | Lurhöhle bei Semriach                              | 2836/1a                                  | Semriach KG: Markterviertel Standort                            | → Hauptartikel : Lurgrotte f1 | 17.06.1929 |
| 1    | Datei hochladen | Schutzgebiet Tanneben                              | -                                        | Semriach KG: Markterviertel Standort                            | Dolinenreicher Grünkarststock im Grazer Bergland. Aufgrund des Höhlenreichtums (über 300) und anderer Karsterscheinungen unter Schutz gestellt. | 16.06.1969 |
| 1    | Datei hochladen | Langstein-Frauenmauerhöhle                         | 1742/1                                   | Eisenerz (Steiermark) KG: Trofeng Standort                      | | 23.09.1931 |
| 1    | Datei hochladen | Loserhöhle bei Aussee                              | 1623/8                                   | Altaussee KG: Altaussee Standort                                | | 23.01.1934 |
| 0 BW | Datei hochladen | Nagelsteghöhle                                     | 1626/5                                   | Altaussee KG: Altaussee Standort                                | | 09.06.1905 |
| 0 BW | Datei hochladen | Raucherkarhöhle                                    | 1626/55                                  | Altaussee KG: Altaussee Standort                                | | 20.05.1905 |
| 1    | Datei hochladen | Schwarzmooskogeleishöhle                           | 1623/40                                  | Altaussee KG: Altaussee Standort                                | | 26.08.1970 |
| 0 BW | Datei hochladen | Beilsteineishöhle                                  | 1741/2                                   | Landl KG: Gams Standort                                         | | 14.07.1971 |
| 0 BW | Datei hochladen | Bergmandlloch                                      | 1441/3                                   | Landl KG: Gams Standort                                         | | 29.01.1970 |
| 1    | Datei hochladen | Karstquelle beim Bergmandlloch                     | 1441/3                                   | Landl KG: Gams Standort                                         | | 29.01.1970 |
| 1    | Datei hochladen | Kraushöhle                                         | 1741/1                                   | Landl KG: Gams Standort                                         | → Hauptartikel : Kraushöhle f1 | 05.09.1930 |
| 0 BW | Datei hochladen | Mausbendlloch                                      | 1548/2                                   | Gröbming KG: Gröbming Standort                                  | | 30.12.1969 |
| 1    | Datei hochladen | Almberghöhle                                       | 1624/18                                  | Grundlsee KG: Grundlsee Standort                                | | 14.11.1962 |
| 0 BW | Datei hochladen | Bärenhöhle-Schoberwiesl                            | -                                        | Grundlsee KG: Grundlsee Standort                                | | 10.10.1949 |
| 0 BW | Datei hochladen | Brettsteinbärenhöhle                               | 1625/33                                  | Grundlsee KG: Grundlsee Standort                                | |            |
| 1    | Datei hochladen | Elmhöhlensystem                                    | 1624/38                                  | Grundlsee KG: Grundlsee Standort                                | → Hauptartikel : Elmhöhlensystem f1 | 15.05.1973 |
| 0 BW | Datei hochladen | Salzofenhöhle                                      | 1624/31                                  | Grundlsee KG: Grundlsee Standort                                | → Hauptartikel : Salzofenhöhle f1 | 10.10.1949 |
| 0 BW | Datei hochladen | Bärenhöhle-Hartelgraben                            | 1714/1                                   | Admont KG: Johnsbach Standort                                   | | 23.08.1948 |
| 0 BW | Datei hochladen | Jahrlingmauerhöhle                                 | 1713/7                                   | Admont KG: Johnsbach Standort                                   | | 13.10.1971 |
| 1    | Datei hochladen | Odelsteinhöhle                                     | 1722/1                                   | Admont KG: Johnsbach Standort                                   | → Hauptartikel : Odelsteinhöhle f1 | 30.06.1931 |
| 0 BW | Datei hochladen | Polterschacht                                      | 1634/33                                  | Liezen KG: Liezen Standort                                      | | 17.10.1974 |
| 0 BW | Datei hochladen | Sutan-Eishöhle                                     | 1636/24                                  | Liezen KG: Liezen Standort                                      | | 30.05.1905 |
| 1    | Datei hochladen | Brieglersberghöhle (Bärenhöhle)                    | 1625/24                                  | Bad Mitterndorf KG: Tauplitz Standort                           | | 28.04.1953 |
| 1    | Datei hochladen | Bärenhöhle-Krahstein                               | 1622/13                                  | Bad Mitterndorf KG: Klachau Standort                            | | 31.03.1971 |
| 1    | Datei hochladen | Liglloch (Lieglloch)                               | 1622/1                                   | Bad Mitterndorf KG: Klachau Standort                            | | 10.08.1948 |
| 0 BW | Datei hochladen | Schafsteinhöhle                                    | 1625/100                                 | Bad Mitterndorf KG: Tauplitz Standort                           | | 02.06.1905 |
| 1    | Datei hochladen | Arzberghöhle                                       | 1741/4                                   | Wildalpen KG: Wildalpen Standort                                | | 07.05.1948 |
| 1    | Datei hochladen | Puxerloch                                          | 2745/1                                   | Teufenbach-Katsch KG: Frojach Standort                          | | 12.06.1931 |
| 0 BW | Datei hochladen | Bischofsloch                                       | 2624/1                                   | Krakau KG: Krakauhintermühlen Standort                          | Das Bischofsloch (auch Preberloch, Bischofswandloch) ist eine rund 200 m lange, altbekannte Höhle in der Preber-Bischofswand mit Spuren von Bergbau. Die Höhle ist auch in Salzburg geschützt. | 05.04.1963 |
| 1    | Datei hochladen | Wildes Loch                                        | 2743/1                                   | Neumarkt in der Steiermark KG: St. Marein Standort              | | 08.06.1905 |
| 1    | Datei hochladen | Gletscherhöhle – Oberwölz                          | 2631/1                                   | Oberwölz KG: Winklern Standort                                  | | 05.02.1932 |
| 1    | Datei hochladen | Schafferloch                                       | 2763/4                                   | Weißkirchen in Steiermark KG: Mühldorf Standort                 | Der Höhleneingang befindet sich auf 734 m Seehöhe | 29.05.1905 |
| 1    | Datei hochladen | Grotte und Windloch                                | 2763/2 und 2763/3                        | Judenburg KG: Oberweg Standort                                  | | 01.09.1982 |
| 1    | Datei hochladen | Heidentempel bei Köflach                           | 2782/27                                  | Köflach KG: Gradenberg Standort                                 | Der Heidentempel ist eine Klufthöhle im Zigöllerkogel mit drei Öffnungen in verschiedenen Höhenlagen. Spuren menschlicher Bearbeitung (Nischen, Inschriften, u. a.) sind noch zu sehen. Im selben Bergstock befinden sich noch mehrere andere Höhlen (Luegloch; Geldloch; u. a.) | 25.06.1931 |
| 1    | Datei hochladen | Leitnerhöhle                                       | 2781/1                                   | Salla KG: Scherzberg Standort                                   | Die Höhle wird von Wasser durchflossen, das unterhalb in der heute gefassten Stiegljörg-Quelle zu Tage kam. Die Leitnerhöhle verläuft innerhalb eines Mamorzuges der von nicht verkarstungsfähigen Gesteinen umgeben ist. Gesamtlänge der Höhle: 600 m. Der Höhleneingang ist innerhalb der Brunnstube der Stadtwerke Köflach. In der Gegend kennt man die Höhle nur unter dem Namen Stiegljörghöhle.Anmerkung: Koordinaten im GIS ungenau. | 30.01.1974 |
| 1    | Datei hochladen | Fischbacher Tropfsteinhöhle                        | 2842/2                                   | Fischbach KG: Falkenstein Standort                              | Anmerkung: Das Gelände vor der Höhle wird als Tontaubenschießstand benützt (Schussrichtung zur Höhle). | 22.12.1971 |
| 1    | Datei hochladen | Bärenhöhle-Schachenkogel                           | 2833/56                                  | Gutenberg KG: Garrach Standort                                  | Anmerkung: Koordinaten im GIS falsch, zeigen die Schachenbauer-Pumperskirchenhöhle an | 08.05.1952 |
| 1    | Datei hochladen | Gelbe Grotte (Tropfsteinhöhle Schachnerkogel)      | 2833/57                                  | Gutenberg KG: Garrach Standort                                  | Anmerkung: Die Höhle ist im GIS nicht als geschützt verzeichnet. Unterschutzstellung nach dem Naturhöhlengesetz. |            |
| 1    | Datei hochladen | Gibsloch                                           | 2833/13                                  | Passail KG: Haufenreith Standort                                | | 12.01.1972 |
| 1    | Datei hochladen | Klementhöhle (Grotte)                              | 2833/21                                  | Passail KG: Haufenreith Standort                                | Die Klementgrotte in der Weizklamm besitzt zwei Eingänge und eine Gesamtlänge von etwa 845 m. Ihr tagfernster Punkt liegt etwa 115 m Luftlinie von den beiden Eingängen entfernt. | 08.11.1968 |
| 1    | Datei hochladen | Grasslhöhle                                        | 2833/60                                  | Naas KG: Dürnthal Standort                                      | | 09.03.1953 |
| 1    | Datei hochladen | Katerloch                                          | 2833/59                                  | Naas KG: Dürnthal Standort                                      | Das Katerloch ist die tropfsteinreichste Höhle Österreichs. | 14.09.1959 |
| 1    | Datei hochladen | Rablloch                                           | 2834/8                                   | Naas KG: Naas Standort                                          | | 17.12.1968 |
| 1    | Datei hochladen | Seeriegelhöhle                                     | 2843/1                                   | Rettenegg KG: Rettenegg Standort                                | | 07.06.1955 |
| 1    | Datei hochladen | Steinbruchhöhle                                    | 2834/1                                   | Thannhausen KG: Landscha Standort                               | | 28.02.1933 |
| 1    | Datei hochladen | Blaubruchhöhle (= Ludwig-Hammer-Höhle)             | 2832/3                                   | Weinitzen KG: Weinitzen Standort                                | Anmerkung: Unterschutzstellung mit Bescheid vom 8. Juni 1989. | 08.06.1989 |
| 1    | Datei hochladen | Stainzer Tropfsteinhöhle                           | 2772/2                                   | Stainz KG: Trog Standort                                        | |            |
| 1    | Datei hochladen | Wildemannloch und Umgebung des Eingangs            | 2836/27                                  | Peggau KG: Peggau Standort                                      | | 01.06.1988 |
| 0 BW | Datei hochladen | Märchenhöhle am Gehartsbachsattel                  | 1742/17                                  | Eisenerz (Steiermark) KG: Münichthal Standort                   | | 09.12.1981 |
| 0 BW | Datei hochladen | Gehartsbachsattel-Wasserhöhle                      | 1742/21                                  | Eisenerz (Steiermark) KG: Münichthal Standort                   | | 09.12.1981 |
| 1    | Datei hochladen | Ochsenbodenloch samt Eingangsbereich               | 2839/6                                   | Fladnitz an der Teichalm KG: Fladnitz an der Teichalpe Standort | | 07.10.1993 |
| 1    | Datei hochladen | Kriemandlhöhle und Umgebung des Eingangs           | 1622/8                                   | Bad Mitterndorf KG: Krungl Standort                             | | 13.12.1982 |
| 0 BW | Datei hochladen | Bärenhöhle am Karleck-Schneealpe                   | 1851/76                                  | Neuberg an der Mürz KG: Krampen Standort                        | | 15.02.1977 |